# Eugeniusz Kamiński (1923–1995)

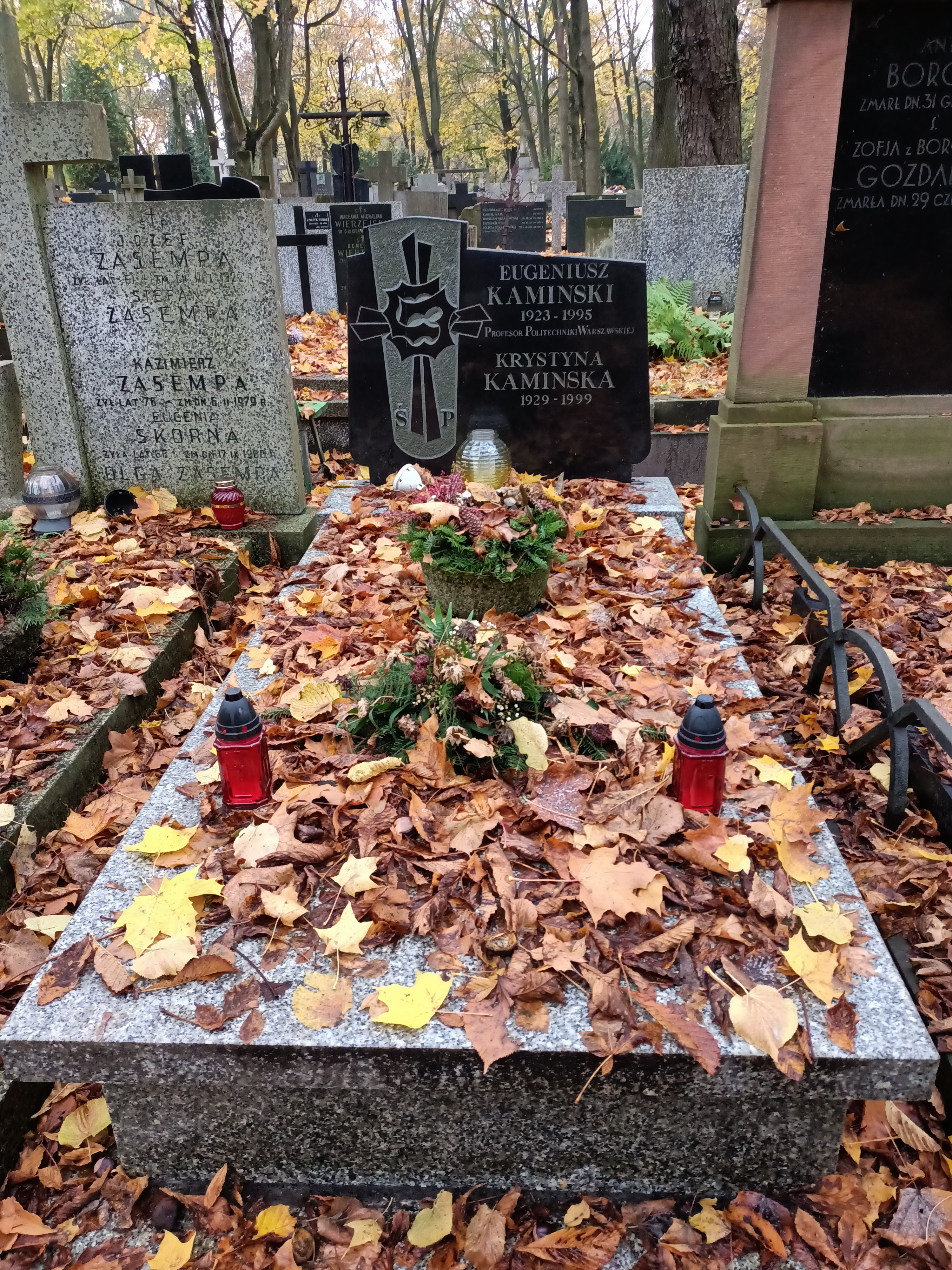
Grób Eugeniusza Kamińskiego na cmentarzu Powązkowskim

Eugeniusz Kamiński (ur. 3 października 1923 w Siennicy, zm. 14 lipca 1995 w Warszawie) – polski inżynier mechanik.

## Życiorys
Do wybuchu II wojny światowej ukończył trzy klasy gimnazjum w Siennicy, podczas okupacji hitlerowskiej pracował zawodowo i uczęszczał na tajne komplety w Mińsku Mazowieckim. W 1943 zdał maturę i rozpoczął naukę pod kierunkiem Stanisława Leśniowskiego na Kursach Projektowania Technicznego, zwanych Kursami Jagodzińskiego. Był to działający w konspiracji Wydział Inżynierii Mechanicznej Politechniki Warszawskiej. Przed wybuchem powstania warszawskiego powrócił do Siennicy, gdzie po wkroczeniu Armii Czerwonej został zmobilizowany w szeregi 2 Armii Wojska Polskiego. Ukończył wyszkolenie oficerskie i został dowódcą plutonu, a następnie dowódcą baterii artyleryjskiej. Po demobilizacji w 1946 kontynuował studia, w 1947 został asystentem profesora w Instytucie Mechaniki Precyzyjnej, a następnie objął stanowisko starszego projektanta w Państwowym Instytucie Przemysłu Motoryzacyjnego. W 1951 ukończył studia, od 1952 do 1958 piastował stanowisko kierownika Laboratorium Materiałów Metalowych w Centralnym Biurze Projektowym Przemysłu Motoryzacyjnego. W tym okresie prowadził badania nad nowymi materiałami metalowymi, ich wibracjami i naprężeniami, a także nad ich zużyciem. Od 1958 pracował w Instytucie Podstawowych Problemów Techniki Polskiej Akademii Nauk pod kierunkiem prof. Stefana Ziemby, następnie awansował na stanowisko kierownika Laboratorium Dynamiki Maszyn w Katedrze Układów Mechanicznych PW. W tym czasie opublikował 16 publikacji naukowych dotyczących dynamiki maszyn, diagnostyki drgań oraz tłumienia ich w układach mechanicznych płynami lepkosprężystymi. W kwietniu 1967 obronił przygotowaną pod kierunkiem naukowym prof. S. Ziemby rozprawę doktorską, obrona miała miejsce na Wydziale Budownictwa Inżynierii Maszyn i Pojazdów Politechniki Warszawskiej. W lutym 1972 złożył kolokwium habilitacyjne przed radą naukową Instytutu Podstawowych Problemów Techniki Polskiej Akademii Nauk i uzyskał stopień doktora habilitowanego. W roku akademickim 1971/1972 prowadził wykłady jako wykładowca kontraktowy na kursach wieczorowych i zaocznych na Wydziale Inżynierii Motoryzacyjnej i Maszyn Budowlanych. W październiku 1973 zakończył pracę w Instytucie Podstawowych Badań Technologicznych Polskiej Akademii Nauk i został adiunktem w Katedrze Dynamiki Maszyn w Instytucie Pojazdów Politechniki Warszawskiej. Równolegle objął stanowisko Dyrektora Instytutu Pojazdów, które zajmował do 1987. 10 lipca 1980 uzyskał tytuł profesora nadzwyczajnego nauk technicznych. W latach 1987–1990 pełnił funkcję Dziekana Wydziału Samochodów i Maszyn Roboczych, równocześnie był Kierownikiem Wydziału Ciągników i Napędów Hydraulicznych Instytutu Pojazdów. Przez cały okres zatrudnienia na Politechnice Warszawskiej pracował równocześnie w niepełnym wymiarze godzin jako przewodniczący Rady Naukowej Przemysłowego Instytutu Maszyn Budowlanych w Kobyłce.
Pochowany na cmentarzu Powązkowskim (kw. 319, rząd 3, grób 2)

## Działalność naukowa
Działalność naukowa, organizacyjna i dydaktyczna prof. Kamińskiego miała wpływ na rozwój naukowej specjalizacji samochodów oraz ciągników, szczególnie w zakresie dynamiki i zawieszenia układu napędowego. Napisał pięć skryptów akademickich oraz był współautorem jednego podręcznika, wyszkolił wielu wykładowców i wypromował wielu inżynierów. Do głównych przedmiotów jego zainteresowań należały nowoczesne zawieszenia i samochodowe systemy napędowe. Stworzył własną szkołę naukowej w zakresie podejścia do rozwoju układów zawieszenia. Wypromował 9 doktorów, dokonał recenzji i wydał pisemne opinie dotyczące rozpraw doktorskich i habilitacyjnych, a także o promocji profesorskiej.